# Dragan Apić
Dragan Apić (in serbo Драган Апић?; Novi Sad, 3 ottobre 1995) è un cestista serbo.

## Palmarès
- Campionato montenegrino: 1

Budućnost: 2020-21
- Coppa del Montenegro: 1

Budućnost: 2021
- Coppa di Russia: 1

Nižnij Novgorod: 2022-2023
- Supercoppa polacca: 1

Zielona Góra: 2021